# Ankhmahor
Ankmahor (ank = "život") bio je drevni Egipćanin, vezir faraona Tetija, prvog vladara 6. dinastije. Bio je i svećenik. Poznat je po svojoj grobnici u kojoj su prikazani obrtnici i obrezivanje. Bio je nazvan po bogu Horusu, a imao je sina Išfija.

## Grobnica
Ankmahor je pokopan u mastabi u Sakari blizu Tetijeve piramide. Bio je među najvažnijim Tetijevim službenicima. Victor Loret je prvi istraživao mastabu 1899. Grobnica je trenutačno zatvorena za posjetitelje.
U mastabi su prikazani obrtnici i žene u plesu, ali je mastaba najpoznatija po drugim prikazima. To su prikaz neke radnje na nozi i ruci, za koju se pretpostavlja da je riječ o operaciji, te prikaz obrezivanja. Dvojica mladića prikazana su kako ih se obrezuje. Moguće je da je riječ o samom Ankmahoru koji je prikazan dva puta. Lijevom mladiću čovjek kraj njega drži ruke.